# Parastilbe acuta
Parastilbe acuta is een slakkensoort uit de familie van de Eulimidae. De wetenschappelijke naam van de soort is voor het eerst geldig gepubliceerd in 1884 door Jeffreys.